# Université Madonna
L'université Madonna (en anglais : Madonna University) est une université américaine située à Livonia dans le Michigan.

## Historique
L'établissement a été fondé en 1937 (sous le nom de « Presentation of the Blessed Virgin Mary College ») par les Sœurs de Saint Félix de Cantalice.